# عبد الله زيد
عبد الله زيد (1 نوفمبر 1978-الآن) ممثل سينمائي ومسرحي ومخرج مسرحي ومؤلف إماراتي.

## عن الممثل
عبد الله زيد وهو من الممثلين الإماراتيين الأكثر حرفية، فمن يراه على خشبة المسرح لا يستطيع إلا أن يتفاعل معه بجميع أحاسيسه ومشاعره، ويصدقه.
عبد اللـه علي زيد من مواليد عام 1978، في منطقة دبا الحصن، وشغل منصب رئيس مجلس إدارة جمعية دبا الحصن للثقافة والتراث والمسرح.
لمع في آخر دورات أيام الشارقة المسرحية في مسرحية «أنت لست كارا»، إذ تسلم جائزة التمثيل الأولى في الإمارات «جائزة أفضل ممثل» من صاحب السمو الشيخ الدكتور سلطان بن محمد القاسمي عضو المجلس الأعلى حاكم الشارقة، ليتحقق حلم حياته.
بدأ الفنان رحلته مع الفن والإبداع عام 1995، مع مسرحية «بوراشد يقول ما» التي ألفها وأخرجها ومثل فيها، ومسرحية «بوعالي راح وطي» التي ألفها وأخرجها أيضاً، والأمر سيان بالنسبة لمسرحيات «في مهب الريح»، و«النطاح»، و«عار الوقار».
وزيد مدير فرقة مسرح دبا الحصن منذ عام 1998، وهو ممثل نشط، عرف عنه مشاركته في أغلب المواسم المسرحية، ومساعدته للمواهب المبتدئة، له العديد من الأعمال منها «أوبريت زمان»، و«وكان مشعل في مهب الريح»، و«لا حيلة وياه»، و«حاسب لن تحاسب»، وجميعها لصالح فرقة مسرح دبا الحصن.
و يشتهر الفنان بلهجته التي لا يتحدثها أي فنان آخر وهي لهجة أهل دبا القديمة التي بدأت بالاندثار شيئا فشيئا. على الرغم من إبداعه في مجال الفن إلا إنه لا يحمل من المؤهلات العلمية إلا شهادة الثانوية العامة وهو يعمل في الأساس في القوات المسلحة الإماراتية و يشغل الفنان رئاسة مجلس إدارة جمعية دبا الحصن للثقافة والتراث والمسرح.

## الأعمال التي شارك فيها
| سنة الإنتاج | المسلسل      | الشخصية  | بمشاركة                                                                              |
| ----------- | ------------ | -------- | ------------------------------------------------------------------------------------ |
| 2010        | طماشة 2      |          | جابر نغموش                                                                           |
| 2010        | عجيب غريب    |          | أحمد الجسمي ، رزيقة الطارش                                                           |
| 2013        | يا من هواه   |          | أحمد الجسمي ، هدى الخطيب ، شهد ياسين                                                 |
| 2013        | زمان لول     |          | غانم السليطي ، سميرة أحمد ، خلف الأحبابي                                             |
| 2013        | أبو الملايين | بن شويكة | عبد الحسين عبد الرضا ، ناصر القصبي ، علي التميمي                                     |
| 2014        | حبة رمل      | يعروف    | أحمد الجسمي ، هدى الخطيب ، شهد الياسين جمعه علي                                      |
| 2015        | شبيه الريح   | يعروف    | جمعه علي، رزيقة الطارش، احمد الجسمي، نيرمين محسن، علي القطحاني                       |
| 2018        | حدك مدك      | حدك      | جمعه علي، احمد الجسمي، احمد الأنصاري، إبراهيم سالم، سلوى بخيت، امل محمد، هيفاء العلي |
| 2020        | خاشع ناشع    | خاشع     | جمعه علي، احمد الأنصاري، إبراهيم سالم، سلوى بخيت، علي القحطاني                       |
| 2021        | حامض حلو     | خاشع     | جمعه علي، احمد الأنصاري، إبراهيم سالم، سلوى بخيت، علي القحطاني                       |

## المسرحيات
| سنة الإنتاج | المسرحية          | نوع المشاركة     | جهة الانتاج    |
| ----------- | ----------------- | ---------------- | -------------- |
| 1995        | بو راشد يقول ياما | ممثل، مؤلف، مخرج | مسرح دبا الحصن |
| 1996        | نظام سلام         | ممثل             | مسرح دبا الحصن |
| 1996        | كارت أحمر         | ممثل             | مسرح دبا الحصن |
| 1998        | بو علي راح وطي    | ممثل، مؤلف، مخرج | مسرح دبا الحصن |
| 1998        | مشعل في مهب الريح | ممثل، مؤلف، مخرج | مسرح دبا الحصن |
| 1999        | لا حيلة وياه      | ممثل             | مسرح دبا الحصن |
| 1995        | حاسب لن تحاسب     |                  | مسرح دبا الحصن |
| 2012        | النطاح            | ممثل، مؤلف، مخرج | مسرح دبا الحصن |
| 2013        | رابتر             | مؤلف، مخرج       | مسرح دبا الحصن |
| 2014        | سمرة و عسل        | مؤلف، مخرج، ممثل | مسرح دبا الحصن |

## السينما
| التاريخ | الفيلم     | بمشاركة                                      |
| ------- | ---------- | -------------------------------------------- |
| 2014    | حب ملكي    | حبيب غلوم، وآلاء شاكر، وجمعة علي             |
| 2017    | خميس وجمعة | طارق العلي، عبدالرحمن العقل                  |
| 2018    | عوار قلب   | جمعه علي، نيفين ماضي، مروه راتب              |
| 2019    | فلفل ابيض  | دانا حلبي، جمعه علي، خلف الاحبابي، مروه راتب |

## روابط خارجية
- عبد الله زيد على موقع قاعدة بيانات الأفلام العربية